# Малверн (Алабама)
Малверн (енгл. Malvern) град је у америчкој савезној држави Алабама. По попису становништва из 2010. у њему је живело 1.448 становника.

## Демографија
Према попису становништва из 2010. у граду је живело 1.448 становника, што је 233 (19,2%) становника више него 2000. године.
| Група             | 2000.         | 2010.         |
| Белци             | 1.145 (94,2%) | 1.298 (89,6%) |
| Афроамериканци    | 27 (2,2%)     | 70 (4,8%)     |
| Азијати           | 3 (0,2%)      | 1 (0,1%)      |
| Хиспаноамериканци | 16 (1,3%)     | 69 (4,8%)     |
| Укупно            | 1.215         | 1.448         |